# Надія (Синельниківський район)
Надія (до 2025 року — Надеждівка) — село в Україні, у Зайцівській сільській територіальній громаді Синельниківського району Дніпропетровської області. Населення 205 осіб (перепис 2001).

## Історія
7 (20) листопада 1917 року, відповідно до Третього Універсалу Української Центральної Ради, увійшло до складу Української Народної Республіки.
До 2017 року орган місцевого самоврядування — Кислянська сільська рада.
12 червня 2020 року, відповідно до розпорядження Кабінету Міністрів України № 709-р від «Про визначення адміністративних центрів та затвердження територій територіальних громад Дніпропетровської області», увійшло до складу Зайцівської сільської громади.
19 липня 2020 року, в результаті адміністративно-територіальної реформи та ліквідації Синельниківського району, село ввійшло до складу новоутвореного Синельниківського району.

## Географія
Село розташоване на правому березі річки Татарка, вище за течією на відстані 1,5 км розташоване село Кислянка, нижче за течією на відстані 4,5 км розташоване село Широкосмоленка. На відстані 0,5 км розташоване село Кам'януватка. На річці зроблено кілька загат. Поруч проходить автомобільна дорога Т 0425.

## Населення

### Мова
Розподіл населення за рідною мовою за даними перепису 2001 року:
| Мова            | Кількість | Відсоток |
| --------------- | --------- | -------- |
| українська      | 187       | 91.22 %  |
| російська       | 14        | 6.83 %   |
| білоруська      | 3         | 1.46 %   |
| інші/не вказали | 1         | 0.49 %   |
| Усього          | 205       | 100 %    |